# توکای بلوطی
توکای بلوطی (نام علمی: Turdus rubrocanus) گونه‌ای از پرندگان خانواده توکایان است که در هیمالیاهای غربی و مرکزی/جنوب غربی چین زادآوری می‌کند. در شرق هیمالیا و شمال منطقه جنوب شرق آسیا زمستان را می‌گذراند. زیستگاه طبیعی آن جنگل‌های معتدل است.